# El Cid (film)
El Cid är en amerikansk episk, historisk dramafilm från 1961 i regi av Anthony Mann. Filmen ger en romantiserad bild av Rodrigo Díaz de Vivar,mer känd som El Cid, som var en spansk (kastiliansk) militär och administratör. Han blev känd som härförare under återerövringen av Spanien från morerna. Filmen nominerades till tre Oscar och var vid tiden en av de mest påkostade filmerna som gjorts.

## Handling
Han blev oskyldigt anklagad för förräderi och tvingades kriga för sin heder och bevisa sin oskuld. Han segrade och utsågs till härförare över de kristnas arméer. Med tiotusentals män bakom sig gav han sig ut i strid för att krossa morernas mångåriga välde och befria Spanien från förtryckarna. Ett slag som gjorde honom till en legend. Han var Rodrigo Díaz. Men alla kände honom som "El Cid".

## Medverkande i urval
- Charlton Heston – El Cid (Rodrigo Díaz de Vivar)
- Sophia Loren – doña Ximena
- Herbert Lom – Ben Yusuf
- Raf Vallone – García Ordóñez
- Geneviève Page – doña Urraca (syster till Alfonso VI)
- John Fraser – Alfonso VI (kung av Kastilien)
- Douglas Wilmer – Al-Mu'tamin (emir av Zaragoza)
- Frank Thring – Al-Kadir (Quadir) (emir av Valencia)
- Michael Hordern – don Diego (far till Rodrigo)
- Andrew Cruickshank – greve Gormaz (far till Ximena)
- Gary Raymond – prins Sancho, kung Ferdinands förstfödde son
- Ralph Truman – kung Ferdinand
- Massimo Serato – Fañez (syskonbarn till Rodrigo)
- Hurd Hatfield – Arias
- Tullio Carminati – Al-Jarifi
- Fausto Tozzi – Dolfos
- Christopher Rhodes – don Martin
- Carlo Giustini – Bermudez
- Gerard Tichy – kung Ramirez
- Barbara Everest – matriark
- Katina Noble – nunna
- Nerio Bernardi – soldat
- Franco Fantasia – soldat